# Basilica di Santa Restituta
La basilica di Santa Restituta è una chiesa monumentale di Napoli, raggiungibile dall'attuale duomo cittadino, di cui costituisce la terza cappella della navata sinistra.
Di origine paleocristiana, è la più antica basilica napoletana e la primitiva chiesa cattedrale della città.

## Storia
La fondazione della basilica, in origine dedicata al Salvatore, è attribuita all'imperatore Costantino nel IV secolo, ricordata anche in un passo dalla vita di papa Silvestro I nel Liber pontificalis: 
La basilica si trova, con molta probabilità, sul luogo occupato in precedenza da un antico tempio di Apollo. Accanto a essa,  per volere del vescovo Stefano I, alla fine del V secolo fu edificata la basilica della Stefanìa, poi rimaneggiata, dopo un incendio, dall'arcivescovo Stefano II sul finire dell'VIII secolo, periodo in cui cade anche la titolarità a santa Restituta della basilica del Salvatore. Un secolo più tardi, invece, l'arcivescovo Atanasio I (849-872) collocò mosaici e panni dipinti negli intercolumni delle navate. La Stefanìa fu abbattuta nel 1294 per volere di Carlo II d'Angiò che incaricò le maestranze francesi di edificare il Duomo di Napoli, dedicandolo a Santa Maria Assunta.
In origine si presentava più estesa rispetto a com'è oggi, a cinque navate e con una campata in più, oltre a disporre di una facciata autonoma e di un ingresso per ognuna delle navate. Con l'edificazione dell'attuale duomo, avvenuta nel XIII secolo, la basilica perse sostanzialmente la facciata esterna e fu ridotta nelle dimensioni, divenendo, di fatto, una cappella della nuova cattedrale.
Dopo il terremoto del 1456, le navate più esterne furono trasformate in cappelle laterali e i corrispondenti ingressi furono murati per rafforzare l'edificio. Risalgono alla fine del Seicento, invece, i restauri condotti dall'architetto Arcangelo Guglielmelli – in particolare nell'abside a calotta – che hanno determinato l'attuale aspetto barocco della basilica.
Altri lavori di consolidamento, infine, furono condotti nel 1742 per volontà del cardinale arcivescovo Giuseppe Spinelli, che fece murare altri due ingressi laterali per consentire maggiore stabilità all'edificio.

## Descrizione

### Pianta
| 1. Navata 2. Cappella sulla controfacciata sx 3. Cappella De Gennaro 4. Cappella Polverino 5. Cappella De Rossi 6. Cappella di Sant'Aspreno 7. Cappella della Madonna del Principio 8. Presbiterio 9. Battistero di San Giovanni in Fonte 10. VI cappella dx 11. Cappella di San Giuseppe 12. Cappella Forma 13. Cappella Caracciolo Guidazzi 14. Cappella Piscicelli 15. Cappello del Crocifisso 16. Cappella sulla controfacciata dx | Pianta |

### Interno
Si accede alla basilica tramite un portale situato nella quarta campata della navata di sinistra della cattedrale, corrispondente alla terza cappella della chiesa, in asse con il portale d'accesso alla cappella del Tesoro di san Gennaro che si apre sulla navata opposta. L'ingresso avviene sostanzialmente non in linea con l'altare maggiore della basilica, rispetto al quale è spostato più a destra.

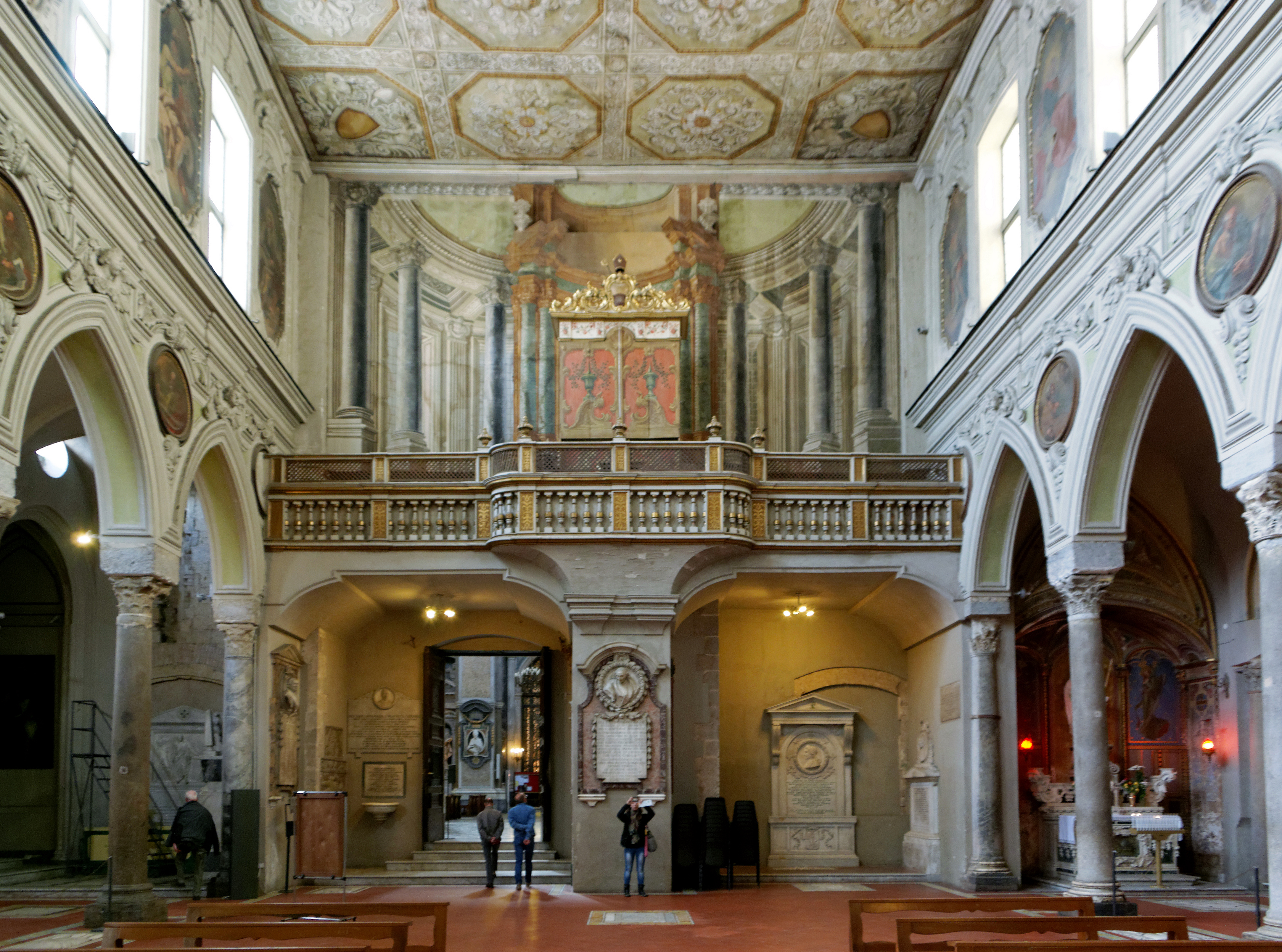
Controfacciata

Lo spazio interno della basilica è suddiviso in tre navate da sette arcate ogivali per lato, databili al Trecento, sorrette da ventisette antiche colonne originarie con capitelli corinzi. I restauri della fine del XVII secolo hanno lasciato inalterata la struttura dell'edificio, modificandone, però, lo stile architettonico e apportando, dunque, le relative modifiche: a questi restauri, infatti, si deve la foggia rettangolare delle finestre della navata maggiore.
La parete d'ingresso presenta, sulla cantoria in controfacciata, il pregevole organo a canne costruito nel 1750 da Tomaso de Martino, ai lati del quale è un affresco che occupa l'intera facciata e che raffigura una falsa prospettiva architettonica. Più in basso, addossato alla parete sinistra della nicchia d'ingresso alla basilica, è il monumento funebre ad Alessio Simmaco Mazzocchi di Giuseppe Sanmartino, mentre al lato, sul pilastro ed entro l'arco che un tempo costituiva una navata dell'edificio, sono altri monumenti funebri cinque-seicenteschi di presbiteri napoletani.

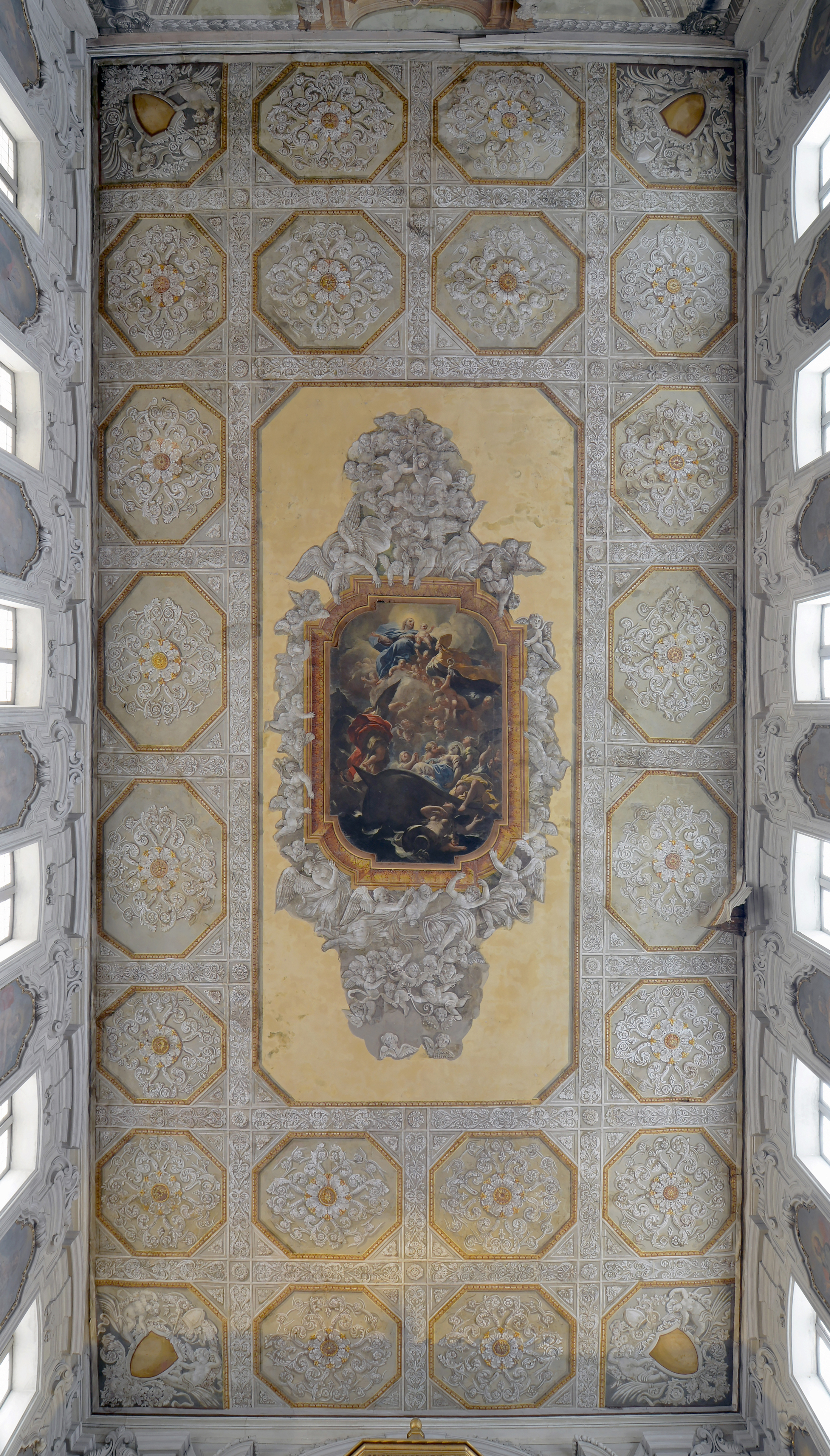
Il soffitto

Mentre il soffitto delle navate laterali è ancora quello originario con volte a crociera gotiche, quello della navata centrale è frutto dei rifacimenti barocchi con al centro l'Arrivo a Ischia del corpo di santa Restituta di Giuseppe Simonelli, restaurato successivamente da Luca Giordano. I sedici dipinti con i profeti sotto la volta che si alternano alle finestre delle pareti sono opera di Santolo Cirillo, mentre i diciotto tondi tra le arcate della navata in cui sono affrescati Cristo, la Vergine e gli Apostoli, sono opera di Francesco De Mura.

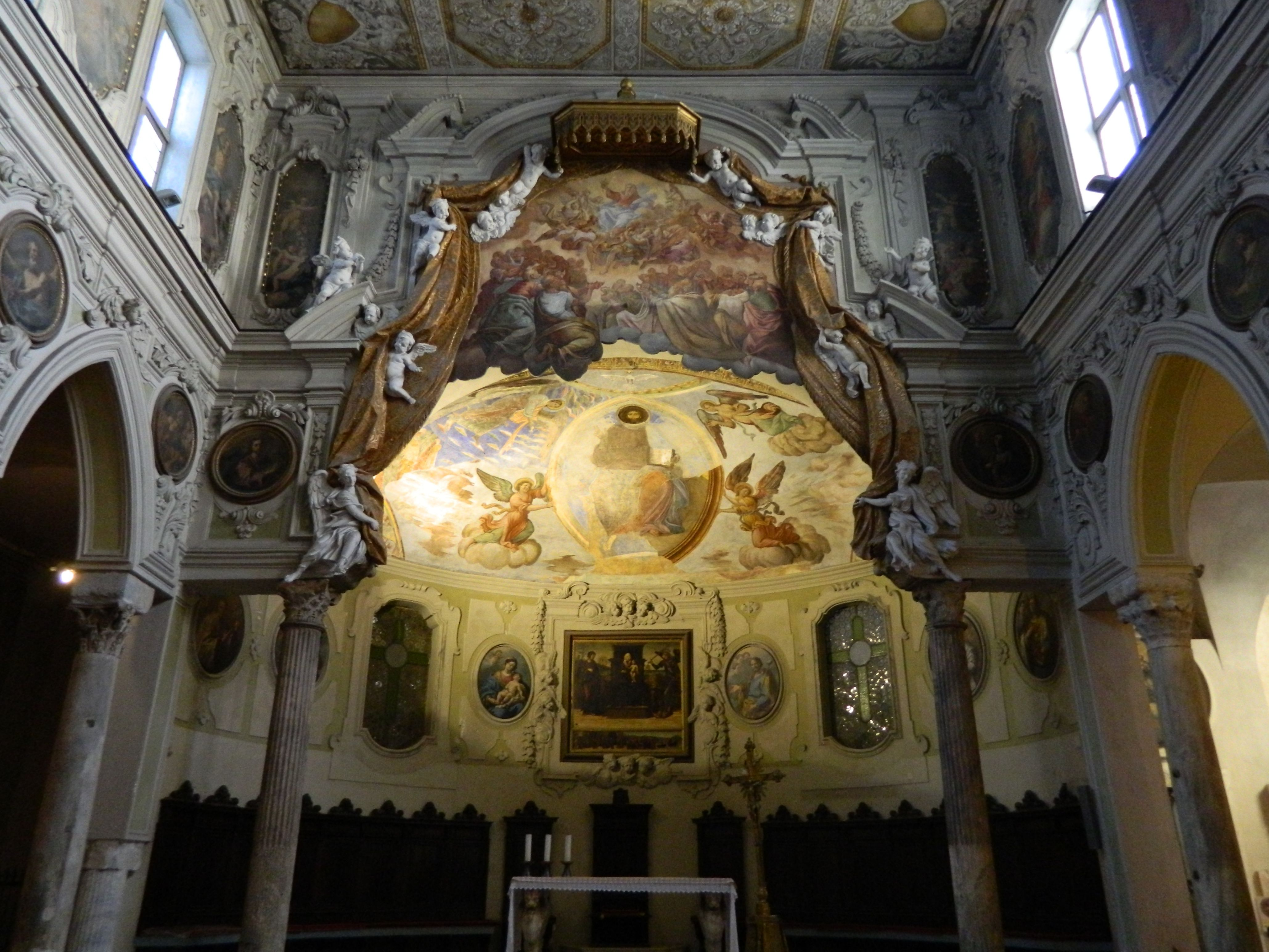
Abside

Sul pavimento, rialzato da Arcangelo Guglielmelli dopo il terremoto del 1688, trovano posto diverse lastre tombali dell'ultimo quarto del Quattrocento appartenenti ai canonici della cattedrale. In linea d'aria, al di sotto della basilica di santa Restituta, si sviluppa, invece, una parte degli scavi archeologici del duomo, il cui accesso è dopo la settima cappella della navata sinistra della cattedrale.
La parete di fondo della navata centrale è decorata in alto dal grande drappeggio in stucco di Arcangelo Guglielmelli realizzata grazie anche alla collaborazione di Bartolomeo Ghetti e di Lorenzo Vaccaro che incorniciano il dipinto della Gloria del Salvatore di Nicola Vaccaro. L'abside, più bassa rispetto alla navata centrale, presenta nel catino absidale l'affresco l'affresco frammentario con la Deesis del Salvatore databile tra XI e XII secolo, di grande importanza per la sua rarità in quel periodo. L'affresco è opera di un artista o di una bottega di una cultura pittorica bizantina di grande raffinatezza, ideatrice anche dell'inconsueta alternanza tra superfici affrescate e tavole dipinte infisse nel muro, utilizzate per le teste. Dell'opera sopravvive, piuttosto leggibile, un angelo in alto a sinistra, il Cristo in trono racchiuso in una mandorla, purtroppo molto abraso (ma con la testa dipinta su tavola), sormontato dai Simboli degli Evangelisti nei peducci soprastanti, e contornato da Angeli in Gloria, un'integrazione del XVI secolo che dovrebbe però riprendere la composizione originaria. Gli affreschi sono anche una testimonianza dei legami della produzione artistica napoletana con quella siciliana, dalla quale discendono anche in quest'opera diversi elementi stilistici.
Dietro l'altare è il coro ligneo e sopra di esso la pala cinquecentesca della Madonna in trono fra i santi Michele e Restituta attribuita ad Andrea da Salerno.
Le cappelle laterali sono sostanzialmente quattordici: due sulle rispettive controfacciate delle navate e sei per lato. Queste, per lo più, sono decorate da dipinti e sculture di varie epoche nonché da monumenti funebri dedicati a diverse importanti figure ecclesiastiche napoletane che vanno dal Medioevo al Novecento, tra le quali Gennaro Aspreno Galante. Le cappelle si caratterizzano, inoltre, anche per il fatto di ospitare al loro interno sarcofagi romani, talvolta riutilizzati e rilavorati nel Trecento, e diverse lapidi tombali e iscrizioni di epoca medievale.

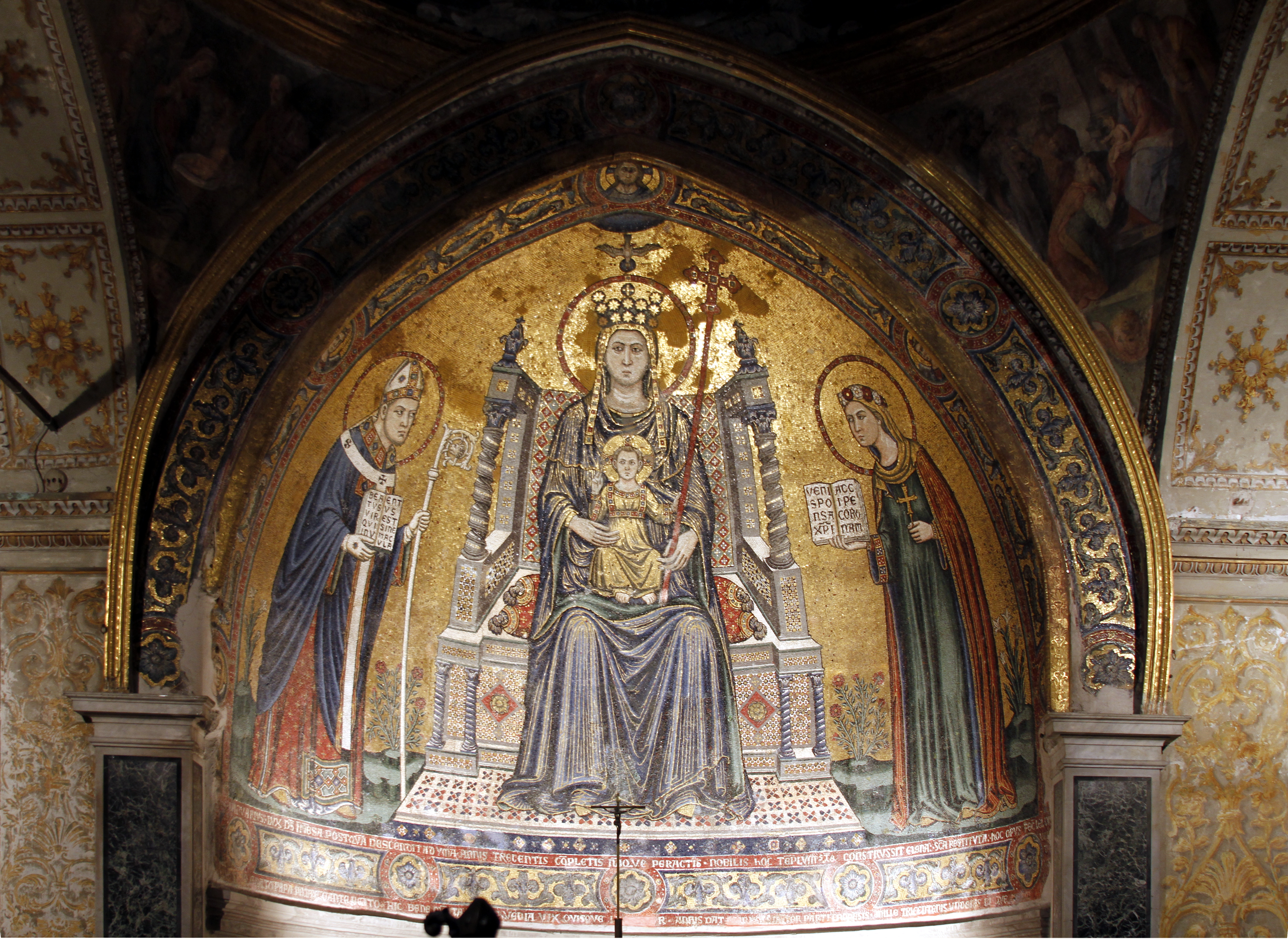
Madonna in trono col Bambino fra i santi Gennaro e Restituta di Lello da Orvieto (1322)

#### Cappelle della navata sinistra
La navata sinistra vede nella cappella della controfacciata della navata un altare barocco di Domenico Antonio Vaccaro, un tempo alla cappella del Succorpo e destinato a questa nuova collocazione nel 1887. La prima cappella, di proprietà della famiglia De Gennaro, affida il culto a san Nicola e si compone, al suo interno, dei busti del vescovo Matteo De Gennaro e di Marc’Antonio De Gennaro, mentre sul fronte è un altare marmoreo. La seconda cappella è dedicata a sant'Elena e appartiene alla famiglia Polverino; al suo interno sono due tele su san Francesco da Paola e sul Tradimento di Giuda di ignoti autori del XVII secolo. La terza cappella è della famiglia De Rossi; al suo interno sono le sepolture di alcuni esponenti della famiglia mentre la pala d'altare è un'Assunzione della Vergine del Seicento. Nella quarta cappella, devota a sant'Aspreno, sono i monumenti funebri di Carlo Maiello e Giuseppe Maria Pulci; sopra l'altare è invece una Predicazione di san Pietro a Napoli, opera di Santolo Cirillo, mentre sulla destra una tela su san Nicola. La quinta e sesta cappella della navata sinistra costituiscono infine un unico ambiente assieme allo spazio presbiteriale che segue. Questo ambiente è dedicato alla Madonna del Principio ed ha nell'abside il mosaico della Madonna in trono col Bambino fra i santi Gennaro e Restituta realizzato nel 1322 da Lello da Orvieto; al centro della cappella, invece, è l'altare barocco che custodisce le reliquie di santa Restituta e di san Giovanni Scriba mentre sulle pareti laterali sono disposte trenta tavole (quindici per lato) scolpite in bassorilievo agli inizi del Duecento da un ignoto napoletano che raccontano le Storie di Giuseppe ebreo, di Sansone e di san Gennaro. Nella cappella sono infine presenti diverse lastre tombali e monumenti funebri di canonici napoletani.

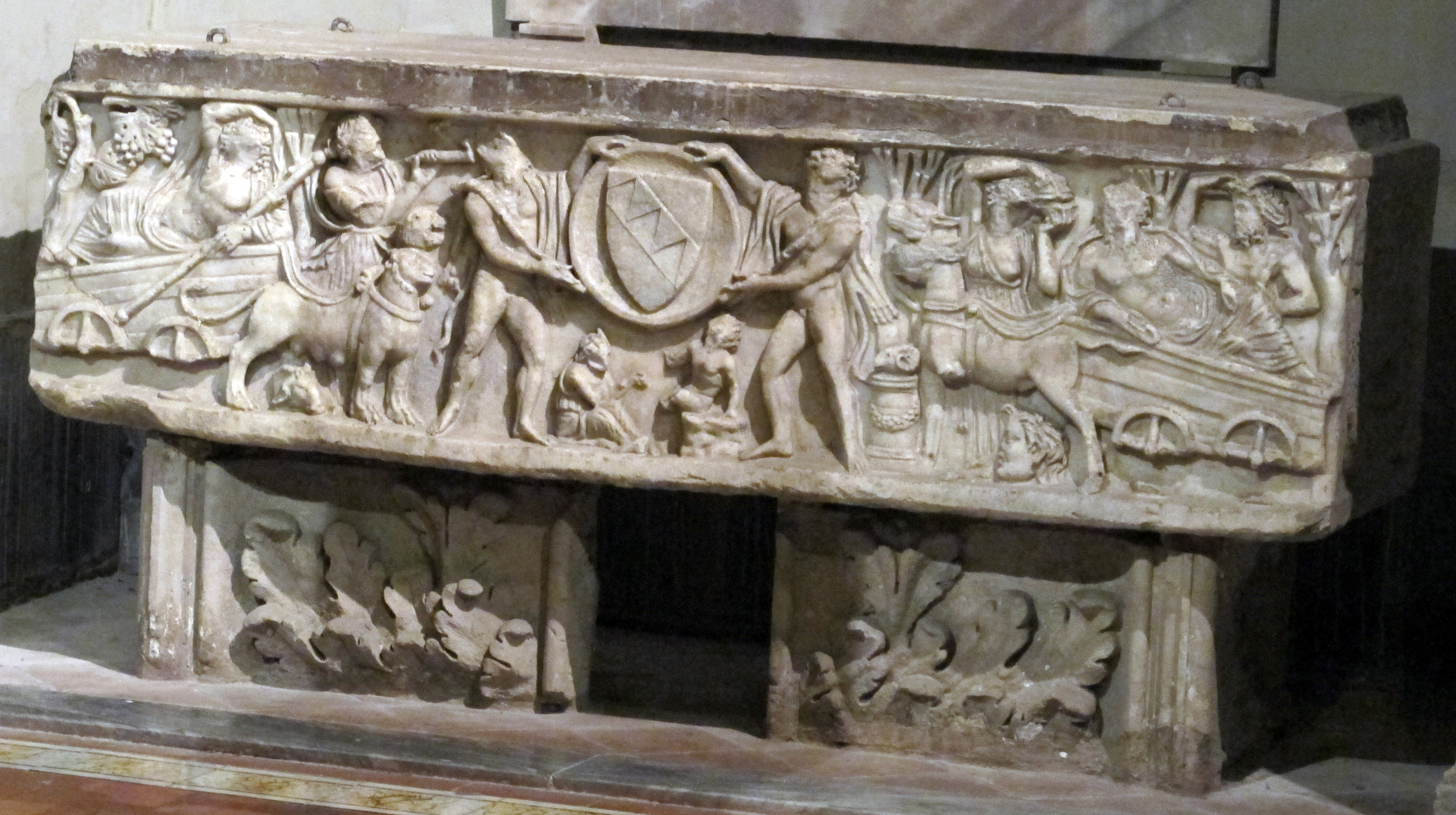
Un sarcofago romano riadattato a monumento funebre nel XIV secolo

#### Cappelle della navata destra
La cappella della navata di destra che si apre nella controfacciata vede sull'altare il Martirio di San Giovanni Battista, opera di autore anonimo. La prima cappella laterale, invece, è quella del Crocifisso, che risale al XII secolo e ospita armadi contenenti reliquie e conserva un pavimento su cui è posto lo scudo di famiglia del 1603. A seguire s'incontra la cappella Piscicelli, che vede alle pareti tre dipinti su tavola provenienti dalla cappella Galeota del transetto del duomo: il Salvatore, datato 1484 e posto al centro, e il san Gennaro e sant'Atanasio d'Alessandria ai lati. La terza cappella appartiene alla famiglia Caracciolo Guidazzi; al suo interno sono custodite una tela sulla parete frontale che raffigura sant'Anna con la Vergine e il Bambino, sulla parete sinistra è una Madonna tra il Battista e san Gennaro mentre sul pavimento è collocata una lapide dedicata alla memoria di Giannone Caracciolo. La quarta cappella è dedicata alla famiglia Forma e conserva al suo interno targhe ed epigrafi commemorative alcune dedicate a Giovanni e Marino Forma, altre che testimoniano le vicende storiche della sala legate ai suoi passaggi di proprietà. La quinta cappella della navata destra, di san Giuseppe, custodisce sull'altare una Pietà di Hendrick van Somer e due tele di Giovanni Balducci ai lati, raffiguranti una san Gennaro che protegge Napoli dal Vesuvio (a sinistra) e l'altra sant'Agnello che mette in fuga i Saraceni (a destra). In fondo alla navata destra, infine, la sesta ed ultima cappella si apre in uno spazio presbiteriale occupato da sarcofagi romani riadattati a monumenti funebri nel Trecento, che conserva, entro una nicchia sulla parete frontale, un tabernacolo con ciborio databile XVI secolo opera della scuola di Tommaso Malvito, mentre da un accesso posto lungo la parete presbiteriale si estende alla destra dell'abside il battistero di san Giovanni in Fonte, il più antico d'occidente.